# Associazione Calcio Monza 1937-1938
Questa voce raccoglie le informazioni riguardanti l'Associazione Calcio Monza nelle competizioni ufficiali della stagione 1937-1938.

## Stagione
Nella stagione 1937-1938 in casa brianzola troviamo al vertice un nuovo presidente nella persona di Riccardo Rivolta, nuova anche la guida tecnica affidata ad Angelo Albertoni. Le punte biancorosse non sono in grande spolvero in questa annata calcistica, segnano con il contagocce Luigi Mariani, Luigi Gelosa, Fiorano Grassi ed Andrea Dugnani, quest'ultimo con sette reti all'attivo è il bomber di stagione. Con queste premesse il Monza non ha molte pretese, inserito nel girone B del Campionato di Serie C, ottiene comunque un decoroso nono posto in classifica con 27 punti appaiato al Crema.
Il torneo è stato vinto da due squadre, il Fanfulla di Lodi ed il Piacenza con 42 punti, essendoci però una sola poltrona sulla quale accomodarsi per salire in Serie B, si è reso necessario uno spareggio, che è stato vinto (2-1) dai bianconeri lodigiani. Al terzo posto si è piazzata la Reggiana con 39 punti, al quarto la Pro Patria con 38 punti.

## Rosa
| N. |                   | Ruolo | Calciatore         |
| -- | ----------------- | ----- | ------------------ |
|    | Italia (bandiera) | A     | Giovanni Arosio    |
|    | Italia (bandiera) | D     | Alessandro Banfi   |
|    | Italia (bandiera) | A     | Maurizio Biella    |
|    | Italia (bandiera) | D     | Giovanni Bolzoni   |
|    | Italia (bandiera) | C     | Giovanni Brioschi  |
|    | Italia (bandiera) | A     | Riccardo Colombo   |
|    | Italia (bandiera) | A     | Andrea Dugnani     |
|    | Italia (bandiera) | A     | Attilio Farina     |
|    | Italia (bandiera) | P     | Francesco Frigerio |
|    | Italia (bandiera) | P     | Serafino Galbiati  |
|    | Italia (bandiera) | A     | Luigi Gelosa       |

| N. |                   | Ruolo | Calciatore         |
| -- | ----------------- | ----- | ------------------ |
|    | Italia (bandiera) | A     | Fiorano Grassi     |
|    | Italia (bandiera) | A     | Costantino Mariani |
|    | Italia (bandiera) | A     | Luigi Mariani      |
|    | Italia (bandiera) | C     | Marco Mariani      |
|    | Italia (bandiera) | A     | Pasquale Orsenigo  |
|    | Italia (bandiera) | D     | Olivo Parma        |
|    | Italia (bandiera) | A     | Gino Pedani        |
|    | Italia (bandiera) | A     | Aurelio Piazza     |
|    | Italia (bandiera) | C     | Mario Riva         |
|    | Italia (bandiera) | C     | Carlo Somaschini   |
|    | Italia (bandiera) | C     | Giacomo Villa      |

## Risultati

### Girone di andata
| Arbitro: | Cardinali (Milano) |

|                                          |           |                 |
| Marelli 39’ Belloni 61’ G. Arienti I 71’ | Marcatori | 3’, 74’ Dugnani |

| Arbitro: | Reggiani (Brescia) |

|                       |           |              |
| Biella 38’ Grassi 62’ | Marcatori | 84’ Bonsanto |

| Arbitro: | Zilli (Reggio Emilia) |

|                                      |           |  |
| Ottolina 6’ Cattaneo 42’, 63’ (rig.) | Marcatori |  |

| Arbitro: | Pasturenti (Voghera) |

|             |           |  |
| Dugnani 41’ | Marcatori |  |

| Arbitro: | Savio (Torino) |

|                            |           |                                   |
| Cattaneo 2’ Marin 59’, 83’ | Marcatori | 13’ Dugnani 20’ Grassi 28’ Biella |

| Arbitro: | Zavattaro (Casale Monferrato) |

|                              |           |                      |
| Negroni 3’ (aut.) Biella 33’ | Marcatori | 12’, 87’ Migliavacca |

| Arbitro: | Bogetti (Torino) |

|           |           |  |
| Bario 70’ | Marcatori |  |

| Arbitro: | Milanone Ridor (Biella) |

|                        |           |  |
| Colombo 18’ Grassi 80’ | Marcatori |  |

| Arbitro: | Canavesio (Torino) |

|            |           |             |
| Grassi 63’ | Marcatori | 65’ Scolari |

| Arbitro: | Zavattaro (Casale Monferrato) |

|                                       |           |           |
| Torti 1’ Tagliani 9’, 22’ Barbini 80’ | Marcatori | 3’ Gelosa |

| Arbitro: | Rosso (Torino) |

|                                        |           |             |
| Orsenigo 11’ Gelosa 42’ L. Mariani 74’ | Marcatori | 7’ Barberis |

| Melzo 2 gennaio 1938 12ª giornata | Galbani             | 0 – 0 | Monza | Campo Giuseppe Raimondi\| Arbitro: \| Mantovani (Ferrara) \| |
| Arbitro:                          | Mantovani (Ferrara) |       |       |                                                              |

| Arbitro: | Marsciani (Modena) |

|                |           |              |
| L. Mariani 63’ | Marcatori | 20’ Melandri |

| Arbitro: | Fuhrmann (Omegna) |

|                |           |  |
| L. Mariani 86’ | Marcatori |  |

| Arbitro: | Goracci (Firenze) |

|                                       |           |             |
| Valenti 66’ Ravasi 75’ A. Benelli 81’ | Marcatori | 87’ Dugnani |

### Girone di ritorno
| Arbitro: | Poggipollini (Ferrara) |

|  |           |             |
|  | Marcatori | 37’ Cabiati |

| Arbitro: | Anceschi (Genova) |

|                                |           |  |
| Fava 55’ Cini 61’ Perfetti 66’ | Marcatori |  |

| Arbitro: | Forni (Trento) |

|                        |           |  |
| Dugnani 25’ Gelosa 36’ | Marcatori |  |

| Arbitro: | Coletti (Treviso) |

|                           |           |             |
| Magugliani 3’ Borsani 88’ | Marcatori | 70’ Colombo |

| Arbitro: | Marini (Verona) |

|            |           |              |
| Grassi 16’ | Marcatori | 13’ Cattaneo |

| Arbitro: | Cristianello (Bari) |

|            |           |                                           |
| Alberti 4’ | Marcatori | 30’ Pedani 56’ (aut.) Alberti 57’ Colombo |

| Arbitro: | Bertone (Novara) |

|            |           |                   |
| Grassi 86’ | Marcatori | 13’ Prata Pizzala |

| Arbitro: | Mendo (Verona) |

|                               |           |                        |
| Quario 24’ (rig.) Caliari 60’ | Marcatori | 45’ Colombo 65’ Biella |

| Arbitro: | Marsciani (Modena) |

|               |           |            |
| Pasinelli 15’ | Marcatori | 68’ Pedani |

| Arbitro: | Buratti (Milano) |

|                                    |           |                         |
| C. Mariani 25’ Brioschi 77’ (rig.) | Marcatori | 46’ Boniforti 60’ Magni |

| Arbitro: | Piglione (Reggio Emilia) |

|           |           |  |
| Dondi 24’ | Marcatori |  |

| Arbitro: | Di Pasquale (Varese) |

|             |           |  |
| Dugnani 18’ | Marcatori |  |

| Arbitro: | Nerozzi (Verona) |

|                       |           |  |
| Gaddoni 55’, 65’, 79’ | Marcatori |  |

| Arbitro: | Brunetti (Bologna) |

|                                            |           |                  |
| De Manzano 13’ Longhi 43’, 70’ Carelli 72’ | Marcatori | 85’ (rig.) Banfi |

| Monza 8 maggio 1938 30ª giornata | Monza             | 0 – 0 | Reggiana | Campo di via Ghilini\| Arbitro: \| Coletti (Treviso) \| |
| Arbitro:                         | Coletti (Treviso) |       |          |                                                         |

## Statistiche

### Statistiche di squadra
| Competizione | Punti | In casa | In casa | In casa | In casa | In casa | In casa | In trasferta | In trasferta | In trasferta | In trasferta | In trasferta | In trasferta | Totale | Totale | Totale | Totale | Totale | Totale | DR  |
| Competizione | Punti | G       | V       | N       | P       | Gf      | Gs      | G            | V            | N            | P            | Gf           | Gs           | G      | V      | N      | P      | Gf     | Gs     | DR  |
| ------------ | ----- | ------- | ------- | ------- | ------- | ------- | ------- | ------------ | ------------ | ------------ | ------------ | ------------ | ------------ | ------ | ------ | ------ | ------ | ------ | ------ | --- |
| Serie C      | 27    | 15      | 7       | 7       | 1       | 20      | 11      | 15           | 1            | 4            | 10           | 15           | 34           | 30     | 10     | 8      | 11     | 35     | 45     | -10 |
| Coppa Italia | 0     | 0       | 0       | 0       | 0       | 0       | 0       | 1            | 0            | 0            | 1            | 2            | 4            | 1      | 0      | 0      | 1      | 2      | 4      | -2  |

### Statistiche dei giocatori
| Giocatore     | Serie C  | Serie C | Coppa Italia | Coppa Italia | Totale   | Totale |
| Giocatore     | Presenze | Reti    | Presenze     | Reti         | Presenze | Reti   |
| ------------- | -------- | ------- | ------------ | ------------ | -------- | ------ |
| G. Arosio     | 8        | 0       | 0            | 0            | 8        | 0      |
| A. Banfi      | 26       | 1       | 1            | 0            | 27       | 1      |
| M. Biella     | 16       | 4       | 1            | 0            | 17       | 4      |
| G. Bolzoni    | 18       | 0       | 0            | 0            | 18       | 0      |
| G. Brioschi   | 28       | 1       | 0            | 0            | 28       | 1      |
| R. Colombo    | 18       | 4       | 0            | 0            | 18       | 4      |
| A. Dugnani    | 27       | 7       | 1            | 0            | 28       | 7      |
| A. Farina     | 4        | 0       | 0            | 0            | 4        | 0      |
| F. Frigerio   | 20       | -30     | 1            | -4           | 21       | -34    |
| S. Galbiati   | 10       | -15     | 0            | 0            | 10       | -15    |
| L. Gelosa     | 27       | 1       | 1            | 0            | 28       | 1      |
| F. Grassi     | 29       | 6       | 1            | 0            | 30       | 6      |
| C. Mariani    | 8        | 0       | 0            | 0            | 8        | 0      |
| L. Mariani    | 22       | 0       | 0            | 0            | 22       | 0      |
| M. Mariani    | 21       | 0       | 1            | 1            | 22       | 1      |
| P. Orsenigo   | 1        | 1       | 0            | 0            | 1        | 1      |
| G. Negri      | 1        | 0       | 0            | 0            | 1        | 0      |
| O. Parma      | 17       | 0       | 1            | 0            | 18       | 0      |
| G. Pedani     | 5        | 2       | 0            | 0            | 5        | 2      |
| A. Piazza     | 0        | 0       | 0            | 0            | 0        | 0      |
| M. Riva       | 5        | 0       | 1            | 0            | 6        | 0      |
| C. Somaschini | 4        | 0       | 1            | 0            | 5        | 0      |
| G. Villa      | 14       | 0       | 1            | 0            | 15       | 0      |

## Arrivi e partenze
| Acquisti | Acquisti           | Acquisti         | Acquisti   |
| -------- | ------------------ | ---------------- | ---------- |
| A        | Giovanni Arosio    | Novara           | definitivo |
| A        | Maurizio Biella    | SPAL             | definitivo |
| C        | Giovanni Brioschi  | ???              | definitivo |
| P        | Serafino Galbiati  | ???              | definitivo |
| A        | Fiorano Grassi     | Ambrosiana-Inter | definitivo |
| A        | Costantino Mariani | ???              | definitivo |
| C        | Marco Mariani      | ???              | definitivo |
| A        | Gino Pedani        | ???              | definitivo |
| A        | Aurelio Piazza     | Ambrosiana-Inter | definitivo |

| Cessioni | Cessioni                    | Cessioni              | Cessioni   |
| -------- | --------------------------- | --------------------- | ---------- |
| A        | Mario Barbareschi           | Brescia               | definitivo |
| .        | Giuseppe Bellini            | ???                   | definitivo |
| .        | Angelo Bergna               | ???                   | definitivo |
| A        | Franco Berrini              | ???                   | definitivo |
| .        | Pietro Biagini              | ???                   | definitivo |
| .        | Libero Foglieni             | ???                   | definitivo |
| A        | Francesco Giuseppe Frigerio | ???                   | definitivo |
| .        | Salvatore Galimberti        | Singer                | definitivo |
| .        | Aldo Morosini               | Ind.Chimica Melegnano | definitivo |
| .        | Egidio Peraboni             | ???                   | definitivo |
| C        | Enrico Pedrini              | ???                   | definitivo |
| .        | Angelo Pirola               | Singer                | definitivo |
| .        | Aldo Simonetta              | ???                   | definitivo |
| .        | Enea Sironi                 | ???                   | definitivo |
| A        | Aldo Ungaro                 | ???                   | definitivo |
| C        | Riccardo Alberto Villa      | Falck                 | definitivo |
| A        | Virginio Vismara            | Fanfulla              | definitivo |